# Corrida (Picasso)
Corrida è un dipinto a olio su tela (97x130 cm) realizzato nel 1934 dal pittore spagnolo Pablo Picasso. Fa parte di una collezione privata.
Il dipinto raffigura la battaglia tra un toro ed un cavallo; i contorni delle figure sono rimarcati da diverse linee colorate.